# 液化石油ガス業務主任者
液化石油ガス業務主任者（えきかせきゆガスぎょうむしゅにんしゃ）は、液化石油ガスの保安の確保及び取引の適正化に関する法律（液化石油ガス法）第19条第1項に基づき、一般消費者等に対する液化石油ガスの販売事業主より選任を受けて、一般消費者等と液化石油ガスの販売契約を締結する際の書面の作成、貯蔵設備等の保安業務ならびに保安教育などの計画・実施・監督等を行う者である。
また同法第21条第1項に基づき、液化石油ガス業務主任者の職務を代行する目的で選任する業務主任者の代理者（ぎょうむしゅにんしゃのだいりしゃ）についても、本ページで詳述する。

## 業務主任者

### 選任
販売事業者は、高圧ガス保安法に基づく第二種高圧ガス販売主任者免状の交付を受け、かつ6か月以上の液化石油ガスの販売の実務に従事した者の中から業務主任者を選任しなければならないとされている。（→当該免状の取得方法は高圧ガス販売主任者のページを参照）
選任する人数は、契約する一般消費者等の数によって以下の通りとなる。
- 1000未満の販売所 1人以上
- 1000以上3000未満の販売所 2人以上
- 3000以上の販売所 { (一般消費者等数 - 1000) / 2000 + 2 } 人（小数点以下切り捨て）以上
- 2つの販売所が相互に60分以内に到達できる範囲にあり、一般消費者等の合計が1000未満であれば、双方の業務主任者を同一人が兼任できる。
- 一定水準以上の保安確保機器を設置し、その適正な管理がなされているとの認定を当該販売業務の所管庁の長より受けた事業者（認定販売事業者）は、一般消費者等の数を実際の3分の1として所要選任数を計算することができる。

なお、第二種高圧ガス販売主任者免状は、高圧ガス保安法上は高圧ガス製造保安責任者免状の一部区分である甲種化学、乙種化学、丙種化学（液化石油ガス）、甲種機械ならびに乙種機械の各責任者免状の下位に位置付けられ、液化石油ガス法の範囲外となる液化石油ガスの販売所における販売主任者へはいずれかの免状を保有（かつ、6か月以上の製造保安または販売の実務に従事）していれば選任できるが、液化石油ガス法が適用される一般消費等に係る液化石油ガス販売所においては、第二種高圧ガス販売主任者免状を持つ者しか業務主任者に選任できない。これは、製造保安責任者試験の合格によってのみ交付される高圧ガス製造保安責任者免状を保有していれば、第二種販売主任者よりも高度な保安管理技術及び高圧ガス保安法の知識を持つことを証明できるものの、液化石油ガス法令に係る試験を課されていないためである。当該の高圧ガス製造保安責任者試験の合格者に対しては、第二種高圧ガス販売主任者試験の大半の部分の受験を免除し、法令科目の液化石油ガス法部分のみの受験にできる事となっている。

### 業務主任者講習
販売事業者は、業務主任者へ選任している者に、経済産業大臣指定講習機関が行う液化石油ガスによる災害の発生の防止に関する講習を定期的に受けさせるよう義務付けられている。
- 初回 第二種販売主任者免状を受けた翌年度最初の日から3年以内
  - 同免状を受け、上の期限の6か月前を経過した後に業務主任者の選任を受けた者は、選任の日から6か月以内
- 2回目以降 前回受講日の翌年度最初の日から5年以内

大臣指定講習機関の高圧ガス保安協会では、この講習を1〜2月頃、5〜6月頃、7〜8月頃、10〜11月頃の4回の期間に分け実施。協会が各都道府県に設置する液化石油ガス教育事務所（各都道府県単位のエルピーガス協会に併設している事が多い）が年1回以上開講しており、1日間で修了する。
- 法令（高圧ガス保安法令及び液化石油ガス法令） 3時間
- 液化石油ガスの販売に必要な高度の保安管理技術 4時間
- 修了調査

## 業務主任者の代理者
業務主任者の代理者は、業務主任者が旅行、疾病その他の事故によつてその職務を行うことができない場合に、その職務を代行する者である。その代行業務遂行中において、権限及び責務は業務主任者と同等とみなされる。

### 代理者の選任
販売事業者は、販売所ごとに以下いずれかに適合する者の中から1人以上を代理者に選任する事が義務付けられている。
- 業務主任者となる資格要件を満たしている者のうち、現に業務主任者に選任していないもの
- 高圧ガス保安協会（協会）が行う液化石油ガスによる災害の発生の防止に関する講習の課程を修了し、液化石油ガスの販売の実務に6か月以上従事した経験を有する満18歳以上の者

なお後者において、業務主任者の代理者としての被選任経験から業務主任者資格への昇格を優遇する制度は存在せず、業務主任者の選任を受けるには被選任経験が無い者と同様、高圧ガス保安法に基づく国家試験の合格を経て第二種高圧ガス販売主任者免状の交付を受けなければならない。

### 資格取得講習
業務主任者の代理者講習は、前述の協会が行う講習である。毎年2〜3月頃、6〜7月頃の2回、各都道府県範囲では毎年どちらか1回以上、3日間の日程で開講している。

#### 受講資格
- 業務主任者の代理者選任を受けようとする者で、第二種販売主任者試験に合格していないもの

#### 講習科目
- 法令（高圧ガス保安法令及び液化石油ガス法令） 7時間
- 保安管理技術 14時間

液化石油ガス設備士免状の交付を受けている者は法令の液化石油ガス法令部分の、高圧ガス製造保安責任者試験のうち丙種化学責任者（特別試験科目）試験に合格した者は法令の高圧ガス保安法令部分の受講免除を、それぞれ受ける事ができる。

#### 検定試験
概ね毎年3月第二金曜日(2〜3月受講者)及び7月中旬の金曜日(6〜7月受講者)の午前実施（90分）。20問の五肢択一で、6割以上の正答をもって合格とし、合格者には講習修了証が付与される。